# 1. миленијум
1. миленијум је миленијум, односно период који је започео 1. јануара 1. године (нове ере), а завршио 31. децембра 1000. године.

## Преглед
Период је карактеристичан по томе што се у његово време први пут бележи развој потпуно самоникле цивилизације на западној хемисфери, односно мезоамеричке цивилизације, од којих се највише истиче цивилизација Маја која доживљава свој врхунац, познат као тзв. класично доба, које се десило између 600—900 године на подручју Мексика.
Исти период бележи и бурне промене у источној хемисфери, при чему је карактеристична сасвим другачија судбина двеју светских царстава која су њоме доминирале на самом почетку. На истоку, велико Кинеско царство под династијом Хан распало се на три супарничке државе и тиме започело вишевековни период политичке нестабилности познат као Шест династија (од 220 или 222—589). Он је завршен обновом државног јединства под династијама Суи и Танг, иако ће Кина поновно бити подељена пред крај периода. Упркос низу ратова и разарања, у том периоду је забележен процват културе, којој је делом допринело и ширење будизма у Кини, као и низ техничких иновација. Слични културни и технолошки трендови се бележе и у другим деловима источне Азије, при чему се посебно истиче Јапан у коме се развија цивилизација под снажним кинеским утицајем.
На западу Римско царство након два века релативног мира и благостања, који се сматра врхунцем античке цивилизације, почиње да слаби и постаје све мање способно да се одбрани од најезде варвара са северних граница која ће коначно довести до његовог нестанка, с тиме да ће источни део наставити да постоји као Византијско царство. Већина годину 476. види као крај Западног римског царства када је Ромул Августул био принуђен да абдицира у корист германског Одоакра. Ти су процеси текли упоредно с појавом нове религије познате као хришћанство, која се ширила како унутар самих граница Царства, тако и међу варварима, чије се кретање, познато као Велика сеоба народа, настављено и неколико векова након пада Царства те битно променило етничку карту Европе и створило услове за стварање будућих националних држава. Место некадашњег световног ауторитета римских царева преузима римски бискуп, односно папа, а антички период, односно Стари век замењује средњи век.
На подручју Југозападне Азије су исцрпљујући ратови између хришћанског Византа и зороастристичког персијског Сасанидског царства ојачали важност Арабије, где се јавља нова религија позната као ислам. Она ће дати снажан подстицај Арапима да крену у освајања која ће брзо створити ново светско царство познато као халифат, у коме ће на темељима ранијих култура започети исламско златно доба.
Већина демографских процена о светском становништву наводи како је оно у поређењу с претходним миленијумом расло прилично споро, односно како се можда чак и значајно смањило, при чему се као разлози за то највише спомињу непрестани ратови, куге и промена климе која је опустошила источну хемисферу.